# Vincent McEveety
Vincent McEveety (Los Angeles, 10 agosto 1929 – Los Angeles, 19 maggio 2018) è stato un regista e produttore televisivo statunitense.

## Carriera
Vincent McEveety diresse numerose serie televisive vincitrici di Emmy Award, tra cui Gli intoccabili, Gunsmoke, sei episodi di Star Trek (compresi gli episodi Dagger of the Mind, Balance of Terror, Patterns of Force e Spectre of the Gun), Magnum, P.I., Alla conquista del West, Organizzazione U.N.C.L.E., La signora in giallo e Un detective in corsia, interpretato da Dick Van Dyke.
Nel 1991 McEveety diresse un episodio della serie televisiva NBC L'ispettore Tibbs, intitolato Sweet, Sweet Blues, con ospite il musicista Bobby Short e l'attore James Best. Quell'anno la serie vinse il suo primo NAACP Image Award nella categoria Outstanding Drama Series e James Best vinse il Crystal Award come miglior attore.
Dal 1994 al 1997 McEveety produsse tre episodi della serie televisiva Colombo, con Peter Falk, per la quale diresse anche sette episodi tra il 1990 e il 1997.
McEveety diresse numerosi film per la Walt Disney Pictures, tra cui Un papero da un milione di dollari (1971), Dai papà... sei una forza! (1973), L'uomo più forte del mondo (1975), La banda delle frittelle di mele 2 (1979), Herbie al rally di Montecarlo (1977) e Herbie sbarca in Messico (1980). Fu anche co-regista del film Gli occhi del parco.
Il suo film L'ora della furia (1968), interpretato da James Stewart, Henry Fonda e Inger Stevens, tratta questioni precedentemente ignorate dal genere western e ha influenzato una generazione di registi.
Nel 1974 McEveety ritornò al western con Un cowboy alle Hawaii, interpretato da James Garner e Vera Miles.

## Vita privata
È fratello dei registi Joseph e Bernard McEveety, padre del regista J. Vincent McEveety e lo zio del produttore Stephen McEveety.

## Filmografia parziale

### Cinema
- Ballad of Hector, the Stowaway Dog (1964)
- Blade Rider, Revenge of the Indian Nations (1966)
- L'ora della furia (Firecreek) (1968)
- Un papero da un milione di dollari (The Million Dollar Duck) (1971)
- Perdipiù il segugio fannullone (The Biscuit Eater) (1972)
- Charley e l'angelo (Charley and the Angel) (1973)
- Dai papà... sei una forza! (Superdad) (1973)
- Un cowboy alle Hawaii (The Castaway Cowboy) (1974)
- L'uomo più forte del mondo (The Strongest Man in the World) (1975)
- Il tesoro di Matecumbe (Treasure of Matecumbe) (1976)
- Uno strano campione di football (Gus) (1976)
- Herbie al rally di Montecarlo (Herbie Goes to Monte Carlo) (1977)
- La banda delle frittelle di mele 2 (The Apple Dumpling Gang Rides Again) (1979)
- Herbie sbarca in Messico (Herbie Goes Bananas) (1980)
- Amy (1981)

### Televisione
- Gli intoccabili (The Untouchables) - serie TV, 3 episodi (1963)
- Il fuggiasco (The Fugitive) - serie TV, 1 episodio (1963)
- The Greatest Show on Earth - serie TV, 3 episodi (1964)
- The Lieutenant - serie TV, 5 episodi (1964)
- Organizzazione U.N.C.L.E. (The Man from U.N.C.L.E.) - serie TV, 1 episodio (1964)
- Gli uomini della prateria (Rawhide) - serie TV, 3 episodi (1964)
- Bonanza - serie TV, 1 episodio (1964)
- Branded - serie TV, 4 episodi (1965)
- Perry Mason - serie TV, 2 episodi (1965)
- The Tammy Grimes Show - serie TV, 1 episodio (1966)
- I sentieri del west (The Road West) - serie TV, 2 episodi (1966)
- The Felony Squad - serie TV, 1 episodio (1966)
- Police Story - film TV (1967)
- Mannix - serie TV, 1 episodio (1967)
- The Legend of Jud Starr - film TV (1967)
- Cimarron Strip - serie TV, 3 episodi (1968)
- Star Trek - serie TV, 6 episodi (1968)
- This Savage Land - film TV (1969)
- Smoke - film TV (1970)
- Cutter's Trail - film TV (1970)
- Una famiglia in guerra (Menace on the Mountain) - film TV (1970)
- Wonder Woman - film TV (1974)
- Agenzia Rockford (The Rockford Files) - serie TV, 1 episodio (1974)
- Petrocelli - serie TV, 1 episodio (1974)
- The Last Day - film TV (1975)
- Kolchak: The Night Stalker - serie TV, 1 episodio (1975)
- Gunsmoke - serie TV, 45 episodi (1975)
- The Ghost of Cypress Swamp - film TV (1977)
- Future Cop - serie TV, 1 episodio (1977)
- The Fantastic Journey - serie TV, 2 episodi (1977)
- The Busters - film TV (1978)
- Dallas - serie TV, 2 episodi (1978)
- Alla conquista del West (How the West Was Won) - serie TV, 14 episodi (1979)
- Buffalo Soldiers - film TV (1979)
- La famiglia Bradford (Eight Is Enough) - serie TV, 8 episodi (1981)
- Buck Rogers (Buck Rogers in the 25th Century) - serie TV, 3 episodi (1981)
- McClain's Law - serie TV, 1 episodio (1981)
- Skyward Christmas - film TV (1981)
- Herbie, the Love Bug - serie TV, 2 episodi (1982)
- Sette spose per sette fratelli (Seven Brides for Seven Brothers) - serie TV, 2 episodi (1982)
- Il principe delle stelle (The Powers of Matthew Star) - serie TV, 1 episodio (1983)
- Lottery! - serie TV, 1 episodio (1983)
- I ragazzi del computer (Whiz Kids) - serie TV, 1 episodio (1983)
- Magnum, P.I. - serie TV, 1 episodio (1984)
- Top Secret (Scarecrow and Mrs. King) - serie TV, 1 episodio (1985)
- Crazy Like a Fox - serie TV, 3 episodi (1985)
- Supercopter (Airwolf) - serie TV, 1 episodio (1986)
- T.J. Hooker - serie TV, 2 episodi (1986)
- L'ultimo cavaliere elettrico (Sidekicks) - serie TV, 2 episodi (1986)
- Disneyland - serie TV, 20 episodi (1986)
- Hotel - serie TV, 6 episodi (1987)
- Gunsmoke: sfida a Dodge City (Gunsmoke: Return to Dodge) - film TV (1987)
- Probe - serie TV, 1 episodio (1988)
- Simon & Simon - serie TV, 40 episodi (1988)
- K-9 - film TV (1991)
- Stranger at My Door - film TV (1991)
- Pros and Cons - serie TV, 1 episodio (1992)
- L'ispettore Tibbs (In the Heat of the Night) - serie TV, 18 episodi (1994)
- Perry Mason: Il caso Jokester (A Perry Mason Mystery: The Case of the Jealous Jokester) - film TV (1995)
- La signora in giallo (Murder, She Wrote) - serie TV, 28 episodi (1996)
- Colombo (Columbo) - serie TV, 7 episodi (1997)
- Terra promessa (Promised Land) - serie TV, 3 episodi (1997)
- Pensacola - Squadra speciale Top Gun (Pensacola: Wings of Gold) - serie TV, 1 episodio (1998)
- Un detective in corsia (Diagnosis: Murder) - serie TV, 11 episodi (2000)